# Ruben Wickenhäuser
Ruben Philipp Wickenhäuser (* 1973 in Berlin) ist ein deutscher Schriftsteller.

## Leben
Er studierte Geschichte, Zoologie und physische Anthropologie an mehreren Universitäten (mit Magisterabschluss an der Universität Mainz) und promovierte 1999 an der FU Berlin zum Dr. phil.
Wickenhäuser veröffentlicht seit 1996 überwiegend Indianerbücher und historische Romane für Jugendliche und Erwachsene, darüber hinaus mehrere Sachbücher zu Kulturanthropologie, Gewaltpräventions-Pädagogik sowie Jugger-Sport. Seit 2004 hält er Lesungen mit umfangreichem Rahmenprogramm (Dias, Repliken, Klangkulissen) an Schulen und Bibliotheken.
2002 initiierte er gemeinsam mit Titus Müller den Autorenkreis Historischer Roman Quo Vadis.
2005 gründete er gemeinsam mit dem Kriminologen Frank J. Robertz das freie Institut für Gewaltprävention und angewandte Kriminologie (IGaK). Seit 2018 schreibt er im Autorenteam der Serie Perry Rhodan NEO.
Seit 2006 engagiert er sich besonders für die Sportart Jugger, für die er bis 2012 die ersten deutschen Regelwerke betreute und, nachdem er sie in Schweden einführte, das jährliche internationale Sportfestival Järnsvenskan ins Leben rief; zudem veröffentlicht er umfangreiche Sport-Tutorials und Diskussionen zu Jugger auf YouTube.
Nachdem Wickenhäuser zeitweilig in den 2010er Jahren mit Frau und Kind in Mittelschweden lebte, wohnt der Schriftsteller samt Familie nun in Erlangen.

## Werke (Auswahl)
Romane
- Weißer Bruder Timo. Franz Schneider Verlag, München 1996, ISBN 3-505-10274-1.
- Mauern des Schweigens. Esslinger Verlag J. F. Schreiber, Esslingen/Wien 1999, ISBN 3-480-20400-7.
- Die Drachen kommen. Esslinger Verlag J. F. Schreiber, Esslingen/Wien 2000, ISBN 3-480-20569-0.
- Gräben der Worte. Esslinger Verlag J. F. Schreiber, Esslingen/Wien 2001, ISBN 3-480-21509-2.
- Im Labyrinth der Sandberge. Esslinger Verlag J. F. Schreiber, Esslingen/Wien 2002, ISBN 3-480-21814-8.
- Die Seele des Wolfes. Gmeiner Verlag, Meßkirch 2010, ISBN 978-3-8392-1038-3.
- Die Magie des Falken. Gmeiner Verlag, Meßkirch 2011, ISBN 978-3-8392-1142-7.

Sachbücher
- Indianer-Spiele. Spiele der Ureinwohner Amerikas für Kids von heute. Verlag an der Ruhr, Mülheim an der Ruhr 1997, ISBN 3-86072-293-X.
- Indianer-Leben. Eine Werkstatt. Verlag an der Ruhr, Mülheim an der Ruhr 2003, ISBN 3-86072-785-0.
- Juggern statt Prügeln. Verlag an der Ruhr, Mülheim an der Ruhr 2006, ISBN 978-3-8346-0178-0.
- Der Riß in der Tafel. Amoklauf und schwere Gewalt in der Schule. Springer Medizin Verlag, Berlin 2007, ISBN 978-3-6421-1309-3 (zusammen mit Frank J. Robertz).
- Die Kultur der Lakota und die Akkulturation auf den Plains. Berliner Studien zur Ethnologie und Kulturanthropologie 2, Ludwigsfelder Verlagshaus, Ludwigsfelde 2006, ISBN 978-3-933022-41-7.
- Jugger. Hirnkost Verlag 2010, ISBN 978-3-94021359-4.
- Jugger – das Praxisbuch. Grundlagen, Training, Teambuilding. Zauberfeder-Verlag, 2014, ISBN 978-3-93892237-8.

Herausgeberschaft
- Die sieben Häupter. Aufbau-Taschenbuch-Verlag, Berlin 2004, ISBN 978-3-7466-2257-6.
- Der zwölfte Tag. Aufbau-Taschenbuch-Verlag, Berlin 2006, ISBN 978-3-7466-2213-2.
- Das dritte Schwert. Aufbau-Taschenbuch-Verlag, Berlin 2008, ISBN 978-3-7466-2403-7.
- Das steinerne Auge. Bookspot Verlag, München 2009, ISBN 978-3-93735735-5.
- Orte der Wirklichkeit. Über Gefahren in medialen Lebenswelten Jugendlicher. Springer Medizin Verlag, 2010 (zusammen mit Frank J. Robertz).
- Kriegerträume. Warum unsere Kinder zu Gewalttätern werden. Herbig 2010, ISBN 978-3-7766-2647-6 (zusammen mit Frank J. Robertz).[5]
- Ran an die Pompfe! Pädagogische Chancen einer neuen Sportart. Ludwigsfelder Verlagshaus, 2011.

## Ehrungen
2014 wurde ihm die Ehrenmitgliedschaft des Jugger e. V., des weltweit ersten Juggervereins, zugesprochen.
2014 wurde er für sein Engagement in der schwedischen Ortschaft Järnboås als Årets Järnboåsare geehrt.
2016 verlieh ihm die Stadt Nora für sein Engagement im Sport Jugger die Ehrung Årets föreningsledare.